# Dawid Konarski (opat oliwski)
Dawid Konarski (ur. 17 kwietnia 1564 w Konarzynach, zm. 17 maja 1616 w Oliwie) – polski duchowny katolicki, cysters, opat klasztoru w Oliwie. Odbudował Oliwę po zniszczeniach w 1577, uporządkował życie klasztoru i stworzył podstawy pod okres pomyślności opactwa w XVII i XVIII wieku.
Był synem starosty białoborskiego i hamersztyńskiego Feliksa Konarskiego oraz jego żony Barbary z Żelisławskich, bratem Michała – wojewody pomorskiego, Stanisława – wojewody malborskiego i Feliksa. Siostrzeńcem Dawida Konarskiego był Adam Trebnic  opat cystersów w Oliwie w latach 1616–1630.
1585–1588 był podskarbim Jana Zamoyskiego i na jego dworze rozpoczął karierę polityczną. Kanonię krakowską otrzymał 1588, ale kiedy przyjął święcenia kapłańskie, nie wiadomo.
1589 został opatem oliwskim na skutek starań biskupa kujawsko-pomorskiego Hieronima Rozdrażewskiego. Po odbyciu nowicjatu w Clairvaux, 25 marca 1590 złożył śluby zakonne na ręce opata pelplińskiego, Leonarda Rembowskiego i 20 sierpnia tegoż roku odprawił prymicje. 
Przymuszony przez Rozdrażewskiego, 1591 wyłączył posiadłości kartuzów z dóbr klasztornych, czym zakończył spór między oboma zakonami. Przeprowadził podział posiadłości na dobra opackie i konwenckie. Odbudował wielki refektarz klasztorny (1593), kościół parafialny św. Jakuba (1604) i mur obronny wokół klasztoru (1608). Od 1593 miał doskonałego pomocnika w osobie oliwskiego przeora Filipa Adlera, kronikarza zakonu i dobrego gospodarza. 1603 dzięki wsparciu króla Zygmunta uzyskał od papieża prawo noszenia pastorału dla siebie i następców, co dawało duże uprawnienia w sprawowaniu obowiązków duszpasterskich. Dbał o wystrój kościoła klasztornego, w tym o budowę bocznych ołtarzy i ich zdobienie. Ufundował wiele obrazów, jak np. portrety fundatora i dobrodziejów klasztoru, pędzla Hermana Hana, oraz symboliczny grobowiec książąt pomorskich (1615). Był także fundatorem kościoła w Sulęczynie (1616).
Lojalnie współpracował z dworem królewskim. Podczas wojny ze Szwecją włączył się czynnie do obrony wybrzeża. Z powodu jego współpracy z Janem Wejherem Szwedzi planowali nawet desant na klasztor i porwanie opata. 1611 zorganizował w Oliwie wielkie uroczystości dla upamiętnienia zwycięstwa nad Moskwą i zdobycia Smoleńska. 
Celem uregulowania stosunków w wiejskich posiadłościach Oliwy, wydał dla nich w 1616 wilkierz w języku polskim, wzór dla wielu tego typu ustaw wiejskich.